# Le Kremlin-Bicêtre
Pour les articles homonymes, voir Le Kremlin-Bicêtre (homonymie).
Le Kremlin-Bicêtre (prononcé [lə kʁɛmlɛ̃ bisɛtʁ] ) est une commune française de la métropole du Grand Paris, située dans le département du Val-de-Marne en région Île-de-France.

## Géographie

### Situation

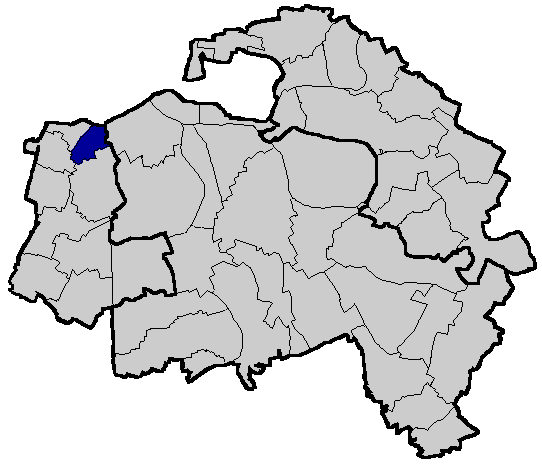
Localisation du Kremlin-Bicêtre dans le département du Val-de-Marne.

Le Kremlin-Bicêtre est une commune de la petite couronne de Paris. Elle jouxte au sud-est de la capitale, au niveau de la porte d'Italie.

### Communes limitrophes
Les communes limitrophes sont Paris, Ivry-sur-Seine, Arcueil, Gentilly et Villejuif.
|          | Paris (13e)        |                |
| Gentilly | du Kremlin-Bicêtre | Ivry-sur-Seine |
| Arcueil  | Villejuif          |                |

### Géologie et relief
Le territoire de la commune s'étage de 45 à 115 mètres, avec une déclivité liée à la vallée de la Bièvre dont le cours traverse la commune voisine de Gentilly.
Son sous-sol est partiellement constitué de calcaire lutétien, qui fit l'objet d'extractions notamment pour servir de matériaux de construction. On trouve également des terrains gypsifères en affleurement.

### Hydrographie
Aucun cours d'eau ne traverse la commune.

### Climat
Pour des articles plus généraux, voir Climat de l'Île-de-France et Climat du Val-de-Marne.
En 2010, le climat de la commune est de type climat océanique dégradé des plaines du Centre et du Nord, selon une étude du CNRS s'appuyant sur une série de données couvrant la période 1971-2000. En 2020, Météo-France publie une typologie des climats de la France métropolitaine dans laquelle la commune est exposée à un climat océanique altéré et est dans la région climatique Sud-ouest du bassin Parisien, caractérisée par une faible pluviométrie, notamment au printemps (120 à 150 mm) et un hiver froid (3,5 °C).
Pour la période 1971-2000, la température annuelle moyenne est de 11,9 °C, avec une amplitude thermique annuelle de 15,4 °C. Le cumul annuel moyen de précipitations est de 642 mm, avec 10,8 jours de précipitations en janvier et 7,7 jours en juillet. Pour la période 1991-2020, la température moyenne annuelle observée sur la station météorologique la plus proche, située sur la commune de Paris à 5 km à vol d'oiseau, est de 13,3 °C et le cumul annuel moyen de précipitations est de 667,4 mm,. Pour l'avenir, les paramètres climatiques de la commune estimés pour 2050 selon différents scénarios d'émission de gaz à effet de serre sont consultables sur un site dédié publié par Météo-France en novembre 2022.
| Mois                                  | jan.             | fév.             | mars          | avril         | mai            | juin           | jui.           | août           | sep.          | oct.          | nov.            | déc.            | année      |
| ------------------------------------- | ---------------- | ---------------- | ------------- | ------------- | -------------- | -------------- | -------------- | -------------- | ------------- | ------------- | --------------- | --------------- | ---------- |
| Température minimale moyenne (°C)     | 3,4              | 3,5              | 5,6           | 7,8           | 11             | 14,1           | 16             | 15,8           | 12,7          | 9,9           | 6,4             | 4               | 9,2        |
| Température moyenne (°C)              | 5,8              | 6,6              | 9,6           | 12,7          | 16             | 19,1           | 21,3           | 21,2           | 17,7          | 13,7          | 9,1             | 6,2             | 13,3       |
| Température maximale moyenne (°C)     | 8,2              | 9,7              | 13,7          | 17,5          | 21             | 24,1           | 26,5           | 26,5           | 22,7          | 17,5          | 11,8            | 8,5             | 17,3       |
| Record de froid (°C) date du record   | −13,8 17.01.1985 | −11,6 07.02.1991 | −6,2 13.03.13 | −2 12.04.1986 | 2,3 07.05.1997 | 6,1 30.06.1981 | 8,7 19.07.1986 | 8,6 27.08.1985 | 5 30.09.18    | −1 28.10.03   | −6,3 23.11.1998 | −8 29.12.1996   | −13,8 1985 |
| Record de chaleur (°C) date du record | 17,5 27.01.03    | 22,9 27.02.19    | 27,3 31.03.21 | 31,5 20.04.18 | 36 27.05.05    | 37,6 27.06.11  | 41,9 25.07.19  | 40,2 07.08.03  | 36,5 08.09.23 | 30,7 01.10.11 | 22,5 07.11.15   | 17,5 16.12.1989 | 41,9 2019  |
| Précipitations (mm)                   | 50,9             | 44,9             | 46,1          | 49,2          | 75,1           | 54,8           | 57,1           | 59,3           | 49            | 56,7          | 57,6            | 66,7            | 667,4      |

## Urbanisme

### Typologie
Au 1er janvier 2024, Le Kremlin-Bicêtre est catégorisée grand centre urbain, selon la nouvelle grille communale de densité à sept niveaux définie par l'Insee en 2022.
Elle appartient à l'unité urbaine de Paris, une agglomération inter-départementale regroupant 407  communes, dont elle est une commune de la banlieue,,. Par ailleurs la commune fait partie de l'aire d'attraction de Paris, dont elle est une commune du pôle principal,. Cette aire regroupe 1 929 communes,.

### Occupation des sols
Le territoire de la commune ne comprend pas en 2017 d'espaces agricoles, forestiers et naturels, et est constitué de 9,88 % d'espaces ouverts artificialisés et 90,12 % d'espaces construits artificialisés.

### Habitat et logement
En 2020, le nombre total de logements dans la commune était de 13 170, alors qu'il était de 12 616 en 2015 et de 12 907 en 2010.
Parmi ces logements, 88 % étaient des résidences principales, 3 % des résidences secondaires et 9 % des logements vacants. Ces logements étaient pour 5,5 % d'entre eux des maisons individuelles et pour 93,6 % des appartements.
Le tableau ci-dessous présente la typologie des logements au Le Kremlin-Bicêtre en 2020 en comparaison avec celle du Val-de-Marne et de la France entière. Une caractéristique marquante du parc de logements est ainsi une proportion de résidences secondaires et logements occasionnels (3 %) supérieure à celle du département (1,9 %) mais inférieure à celle de la France entière (9,7 %). Concernant le statut d'occupation de ces logements, 28,2 % des habitants de la commune sont propriétaires de leur logement (25,4 % en 2015), contre 44,8 % pour le Val-de-Marne et 57,5 pour la France entière.
| Typologie                                               | Le Kremlin-Bicêtre | Val-de-Marne | France entière |
| ------------------------------------------------------- | ------------------ | ------------ | -------------- |
| Résidences principales (en %)                           | 88                 | 92,3         | 82,1           |
| Résidences secondaires et logements occasionnels (en %) | 3                  | 1,9          | 9,7            |
| Logements vacants (en %)                                | 9                  | 5,8          | 8,2            |

La commune respecte les prescriptions de l'article 55 de la loi SRU, qui imposent à certaines communes de disposer d'au moins 25 % de logements sociaux, puisque leur nombre est passé de 3 640 en 2009 (30,5 % du parc des résidences principales) à 3 612 logements HLM en 2020 (31,2 %),.
Dans le cadre de la mise en oeuvre des dispositions de la Loi ELAN, qui impose à tout organisme HLM gérant moins de 12 000 logements sociaux de se regrouper, l'office municipal a fusionné en 2022 avec ceux de Cachan, Villejuif et Vitry-sur-Seine et l'Opaly (Villejuif et Vitry-sur-Seine) pour former Valdevy. Insatisfaite de cette fusion, la municipalité a obtenu que ces logements intègrent en 2024 une coopérative constituée de la ville, le bailleur Logial-Coop (ancien OPH d’Alfortville) et le groupe mutualiste Arcade-Vyv,.

### Voies de communication et transports
Le Kremlin-Bicêtre est la première commune traversée par l'ancienne route nationale 7 en partant du nord, qui allait de Paris (porte d'Italie) jusqu'en Italie (ville frontalière de Menton) et qui s'étendait sur environ 1 000 km. Elle a été remplacée au Kremlin-Bicêtre par la D7.
La ville est également accessible par le boulevard périphérique parisien et l'A6b.
Elle est desservie par les transports en commun de la RATP :
- Métro :
  - Ligne 7 (branche vers Villejuif - Louis Aragon) : station « Le Kremlin-Bicêtre »
  - ligne 14 : station « Hôpital Bicêtre »
- Réseau de bus RATP :
  - Ligne 47 : Châtelet / Fort du Kremlin-Bicêtre
  - Ligne 125 : Porte d'Orléans / École vétérinaire de Maisons-Alfort
  - Ligne 131 : Porte d'Italie / Mairie de Chevilly-Larue - Théâtre ou Gare de Rungis - La Fraternelle RER - Tramway
  - Ligne 185 : Porte d'Italie / Choisy Sud via Choisy-le-Roi RER
  - Ligne 186 : Porte d'Italie / Fresnes - Rond-Point Roosevelt
  - Ligne 323 : Châtillon - Montrouge Métro / Ivry-sur-Seine - Gambetta
- Réseau de bus Valouette (réseau de proximité du Val de Bièvre) :
  - Ligne v6 : Navette de proximité du Kremlin-Bicêtre, ligne circulaire au départ de Leclerc - Thomas
- Noctilien:
  - Ligne N15 : Gabriel Péri - Asnières Gennevilliers / Villejuif - Louis Aragon
  - Ligne N22 : Châtelet / Juvisy RER
- La ligne T3a permet un accès à la commune depuis la station Porte d'Italie, située sur le territoire du 13e arrondissement de Paris.
- Le RER B dessert également Le Kremlin-Bicêtre à proximité, depuis la gare de Gentilly.

## Toponymie
Le nom « Kremlin » vient de l'enseigne d'une auberge, Au Sergent du Kremlin, souvenir de la campagne de Russie en 1812. Ce nom apparaît sur les cartes en 1832 et est officialisé à la création de la commune en 1896.
« Bicêtre », en vieux français bissêtre que l'on retrouve utilisé par Molière dans L'Étourdi en 1658, signifie « triste sort, infortune ». Ce toponyme semble dériver d'un ancien manoir, maintenant disparu le Petit Winchester, francisé Vincestre, puis Bicestre, puis par déformation Bissêtre (Bicêtre), qui signifie « malheur » en vieux français, le manoir ayant été incendié par les Bourguignons,.

## Histoire

### Moyen Âge

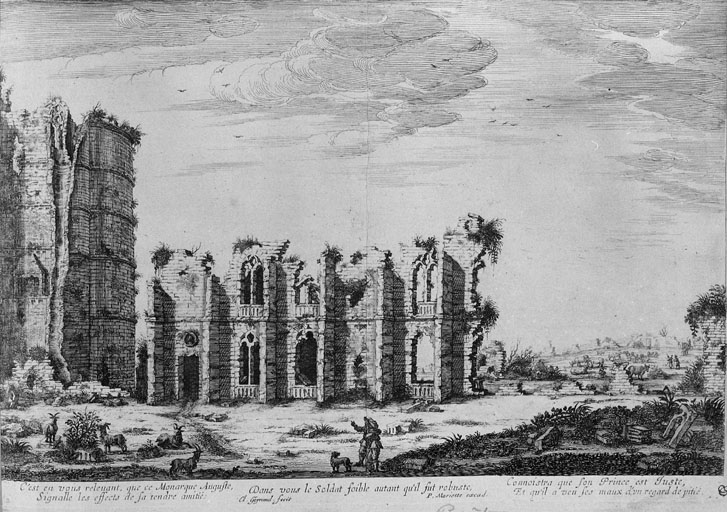
Ruines de l'ancien château de Bicêtre (gravure du XVIIIe siècle).

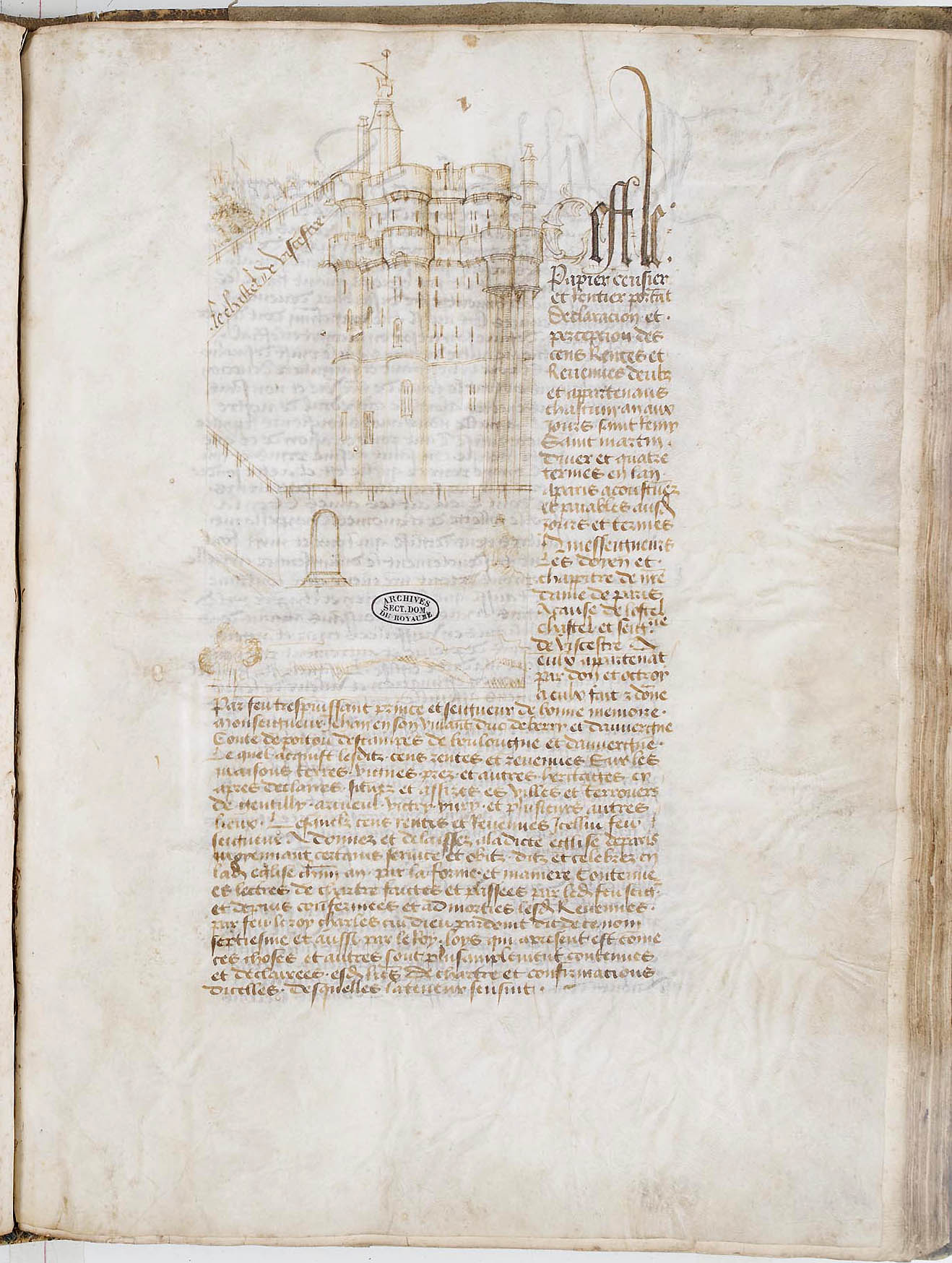
Registre des cens dus au chapitre de Notre-Dame de Paris, 1474.
Le premier feuillet comporte le dessin à la plume représentant un donjon, censément celui du château de « Viscestre » (Bicêtre), en réalité celui de Vincennes, qui avait été donné par Jean, duc de Berry, au chapitre, en 1416. Signature en monogramme d'Étienne Ruffi (copiste du registre, peut-être l'auteur du dessin). Archives nationales de France.

Au Moyen Âge, le territoire de l'actuelle commune relevait de la paroisse de Gentilly.
Jusqu'au XVIIIe siècle, l'histoire du Kremlin-Bicêtre se confond avec celle du domaine qui va devenir le château puis l'hôpital de Bicêtre. Il s'agissait d'ailleurs probablement durant cette période du seul bâtiment sur ce territoire.
Le premier propriétaire mentionné en cet endroit est Pierre le Queux qui possédait un domaine, La Grange-aux-Queulx qui lui aurait été offert par Louis VIII.
Vers 1250, le domaine est racheté par Louis IX qui, voulant favoriser le développement des institutions monastiques, y installa une colonie de chartreux. Ceux-ci abandonnèrent le bâtiment quelques années plus tard pour aller s'installer au castel Vauvert (à l'emplacement actuel du jardin du Luxembourg dans Paris).
La Grange-aux-Queulx, complètement abandonnée, devient le refuge de voleurs, de vagabonds. En 1286, il n'en reste plus que des ruines rachetée par Jean de Pontoise, évêque de Winchester, qui y fait construire un château. Celui-ci aurait ensuite été baptisé par déformation Vinchestre, Bichestre puis Bicêtre. Il est également possible qu'il ait été appelé Biberis Castra « château de la Bièvre », ce qui aurait donné le nom de Bicêtre.
Le château a ensuite plusieurs fois changé de mains : confisqué en 1294 par Philippe le Bel dans les guerres avec le roi d'Angleterre Édouard Ier, rendu ensuite à son propriétaire, il est vendu en 1304 au comte de Savoie, Amédée VI qui le revend en 1346 à Philippe d'Orléans, fils du roi Philippe VI.
La guerre de Cent Ans est fatale à la demeure qui est brûlée en 1371 lors d'une invasion anglaise, par les mercenaires de Robert Knolles. Le domaine est ensuite cédé en 1385 par Charles VI à Amédée VII de Savoie, dont le fils cède les ruines en 1400 à Jean Ier, duc de Berry. Celui-ci le fit alors rebâtir sous la forme d'une véritable forteresse.
Éclate alors en 1410 une guerre civile entre Armagnacs et Bourguignons. Le château de Bicêtre sert de base au duc de Berry, les ligueurs assiégeant Paris. Un traité de paix est finalement signé en novembre 1410 sous le nom de paix de Bicêtre.
Malgré ce traité, les rivalités subsistent et à la suite d'une émeute populaire, une bande armée vient incendier le château de Bicêtre en 1411.

### Temps modernes
En 1632, Louis XIII ordonne la destruction des ruines du château et la construction d'un hôpital destiné initialement aux militaires blessés, qui se trouvaient auparavant rue de Lourcine dans l'hôpital établi par Henri IV.
L'hôpital sert brièvement à recevoir les enfants trouvés recueillis par Vincent de Paul puis devient successivement ou à la fois hospice, prison d'État et asile d'aliénés. Les conditions de vie y sont épouvantables.
En 1656, par décret royal de Louis XIV, Bicêtre fait partie des établissements de l'Hôpital général pour accueillir mendiants, vagabonds, prostituées, invalides et fous.
Le XVIIIe siècle voit un progrès pour tous les déchus rassemblés à Bicêtre grâce notamment à l'action de Philippe Pinel et Jean-Baptiste Pussin, qui améliorent le sort des aliénés. La Révolution permit par ailleurs de libérer tous les prisonniers internés sans jugement.
Jusqu'à la fin du XVIIIe siècle, à part l'hôpital, le territoire de ce qui correspond actuellement à la commune du Kremlin-Bicêtre est essentiellement couvert par des champs.

### Révolution française et Empire
Durant le Premier Empire, beaucoup de soldats blessés lors de la campagne de Russie auraient été hospitalisés à Bicêtre. Il se fonde, près de l'hospice, un cabaret à l'enseigne du Kremlin ou Au Sergent du Kremlin, qui donne son nom à la petite agglomération qui se développe progressivement autour de l'hôpital à partir de 1830.

### Époque contemporaine
En 1841, le principe de la construction d'une enceinte autour de Paris est adopté. Cette enceinte fortifiée, dite « enceinte de Thiers », est entourée de forts dont celui de Bicêtre, construit entre 1841 et 1845. Il sert de prison en 1851 pour quelques opposants au coup d'État du 2 décembre.
Le territoire de la commune du Kremlin-Bicêtre, instituée par la Révolution française, se développe alors et bénéficie notamment, après l'annexion de 1860, de l'afflux des Parisiens, comme les autres agglomérations suburbaines.
On trouve alors sur ce territoire des carrières de calcaire grossier souterraines et à ciel ouvert, dans les coteaux de la Bièvre et, dans la vallée, des carrières d'argile. De nombreuses entreprises se développent alors : une peausserie, une briqueterie, des entreprises de travaux publics, etc.
L'urbanisation progresse également : l'avenue de Fontainebleau, bordée d'entreprises de transport (dépôts de tramways et d'omnibus) et d'immeubles de rapport, est le lieu d'un important marché tandis qu'à l'arrière, et jusqu'à l'hospice, se développe un habitat pavillonnaire.
Des projets de séparation d'avec Gentilly commencent alors à germer. Après diverses péripéties, celle-ci est accordée en décembre 1896.

#### LesXXeetXXIesiècles: de la naissance du Kremlin-Bicêtre à nos jours
L'histoire de la ville est liée, au début du XXe siècle, à celle du mouvement ouvrier.
Les familles qui s'installent à cette époque au Kremlin-Bicêtre sont souvent modestes.

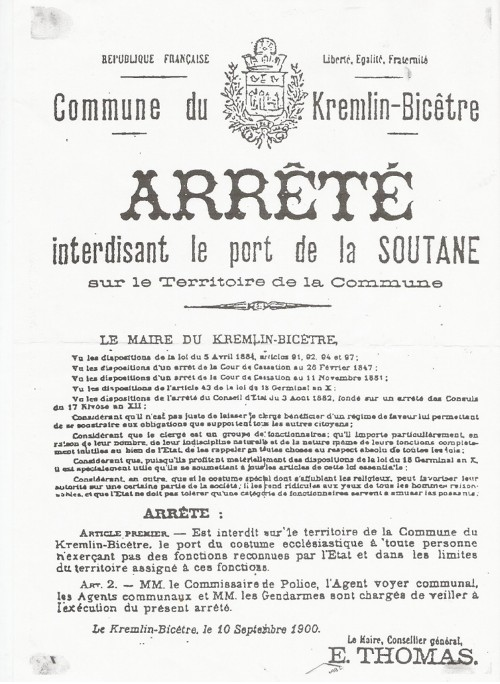
Arrêté du 10 septembre 1900.

Le premier maire, Eugène Thomas, élu en 1897, issu du mouvement coopératif, est un socialiste disciple d'Auguste Blanqui.
Il applique rapidement une politique anticléricale avec, en 1897 un arrêté interdisant les processions religieuses sur la voie publique, puis, en 1900, un nouvel arrêté interdisant le port de la soutane. Toutefois, la justice de paix de Villejuif, devant qui étaient portées les affaires, acquittait les contrevenants et cet arrêt fut annulé pour vice de forme peu de temps après,.
Plus durablement, plusieurs rues sont rebaptisées avec des références à la Révolution française (rue Danton, rue du Quatorze-Juillet, rue de la Convention), des penseurs républicains (Gambetta, Carnot, etc.) ou des figures de la Commune de Paris (Charles Delescluze, Élisée Reclus, Louis Rossel, etc.).
Une mairie est construite en 1903.
De nouvelles industries s'implantent au début du siècle dans la ville, autour de l'avenue de Fontainebleau : notamment l'entreprise de charcuterie Géo, en 1913. Ses dirigeants et notamment son fondateur Georges Foucault, mènent une politique sociale et paternaliste. L'établissement propose ainsi à ses employés une cantine et une crèche dans le site ainsi que des logements, des jardins ouvriers et un stade. À son apogée, l'entreprise occupe 28 000 m2 de terrain et emploie 1 500 personnes qui transforment 200 porcs par heure. L'entreprise, rachetée par le groupe Madrange, a ensuite été transférée dans les Yvelines et remplacée par un centre commercial.
Eugène Thomas réélu plusieurs fois reste maire jusqu'à sa mort en 1919. Il est remplacé par Georges Gérard, également socialiste. Au congrès de Tours en 1920, ce dernier adhère au parti communiste, puis le quitte en 1923, pour rejoindre l'Union socialiste communiste (parti qui rejoindra ensuite la SFIO).

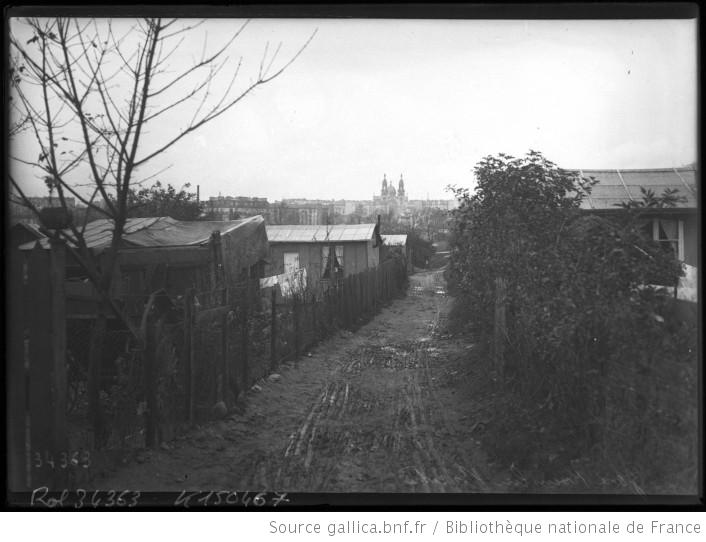
Zone, Kremlin-Bicêtre, en 1913.

 La ville voit alors se développer un habitat précaire proche du bidonville, notamment dans la zone des fortifications. La mairie encourage alors la construction de logements sociaux (les HBM), à partir des années 1920. Plusieurs lotissements sont également édifiés.
Au cours de la Seconde Guerre mondiale, le maire, Georges Gérard, prête allégeance au maréchal Pétain et reste ainsi en fonction. Il sera abattu dans son bureau à la Libération, par des résistants.
En 1945, le communiste Gabriel Brion est élu maire et le reste jusqu'en 1947, remplacé par Antoine Lacroix, élu sous l'étiquette SFIO, qui sera maire jusqu'à sa mort en 1983. Mme Decimo lui succède jusqu'en 1995. La municipalité est ensuite conquise par le chevènementiste Jean-Luc Laurent. Sous ses différents mandats, la ville a vu l'arrivée du centre commercial Okabé en 2010 et l'ouverture de la médiathèque l'Écho, deux ans plus tard. Un espace vert ouvert au public est créé, le parc Pinel.
En janvier 2016, après avoir exercé pendant 20 ans la fonction de maire, Jean-Luc Laurent annonce sa démission. Son premier-adjoint, Jean-Marc Nicolle, ancien conducteur de métro, lui succède le 16 janvier 2016. Conseiller municipal depuis 1995, il est également conseiller régional d'Île-de-France depuis 2010 et conseiller métropolitain à la métropole du Grand Paris.
La commune du Kremlin-Bicêtre est membre de la métropole du Grand Paris depuis le 1er janvier 2016. Elle accueille l'une des nouvelles gares de la ligne 14 du Grand Paris Express, Kremlin-Bicêtre hôpital.

## Politique et administration

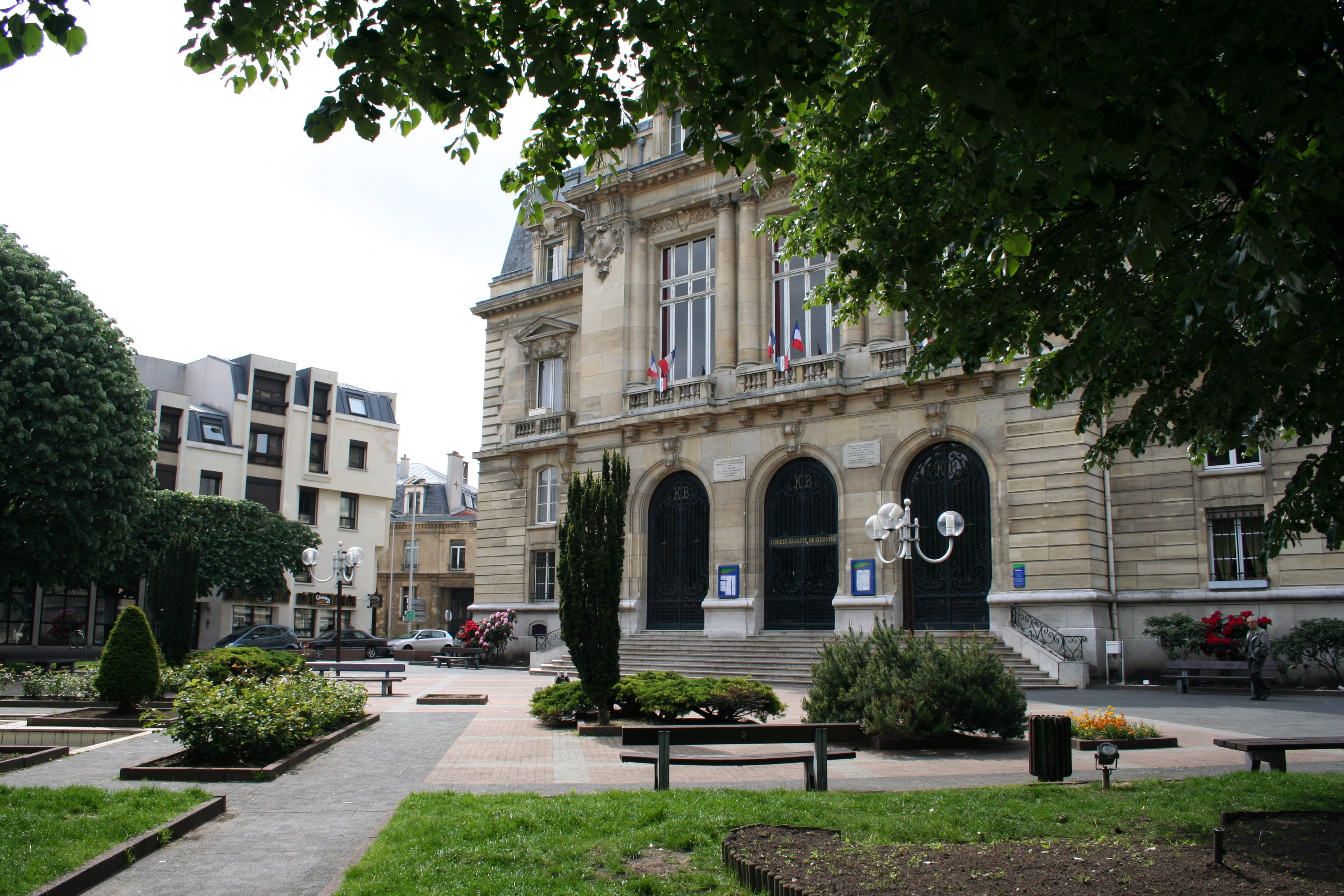
La mairie et son jardin.

### Rattachements administratifs et électoraux
Antérieurement à la loi du 10 juillet 1964, la commune faisait partie depuis sa création en 1896 du département de la Seine. La réorganisation de la région parisienne en 1964 fit que la commune appartient désormais au département du Val-de-Marne et à son arrondissement de L'Haÿ-les-Roses, après un transfert administratif effectif au 1er janvier 1968. Pour l'élection des députés, elle fait partie de la dixième circonscription du Val-de-Marne.
Lors de sa création, la commune faisait partie du canton de Villejuif du département de la Seine. En 1967, avec la création du Val-de-Marne, la commune devient le chef-lieu du canton du Kremlin-Bicêtre, dont la composition est modifiée à plusieurs reprises. Dans le cadre du redécoupage cantonal de 2014 en France, ce canton, dont la commune est désormais le bureau centralisateur, est modifié et comprend la totalité des deux communes du Krémlin-Bicêtre et de Gentilly.

### Intercommunalité
La commune était membre de la communauté d'agglomération de Val de Bièvre, créée en 2000.
Dans le cadre de la mise en œuvre de la volonté gouvernementale de favoriser le développement du centre de l'agglomération parisienne comme pôle mondial est créée, le 1er janvier 2016, la métropole du Grand Paris (MGP), à laquelle la commune a été intégrée.
La loi portant nouvelle organisation territoriale de la République du 7 août 2015 (loi NOTRe) prévoit également la création le 1er janvier 2016 d'établissements publics territoriaux (EPT), qui regroupent l'ensemble des communes de la métropole à l'exception de Paris, et assurent des fonctions de proximité en matière de politique de la ville, d'équipements culturels, socioculturels, socio-éducatifs et sportifs, d'eau et assainissement, de gestion des déchets ménagers et d'action sociale, et exerçant également les compétences que les communes avaient transférées aux intercommunalités supprimées.
La commune fait donc également partie depuis le 1er janvier 2016 de l'établissement public territorial Grand-Orly Seine Bièvre, créé par décret du 11 décembre 2015, qui succède à l'ex-communauté d'agglomération de Val de Bièvre.

### Tendances politiques et résultats

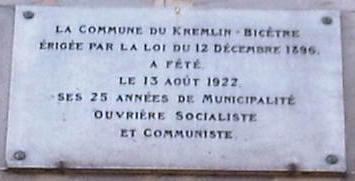
Plaque commémorative sur la mairie.

La municipalité est fortement ancrée à gauche, à sa création, avec des premiers maires issus du mouvement ouvrier. Elle le restera jusque dans les années 1970. Le maire, Antoine Lacroix, qui avait été élu sous l’étiquette SFIO puis PS, rompt en effet en 1972 avec ce parti (lors de la signature du programme commun avec le parti communiste), pour rejoindre le Parti social-démocrate (qui fusionne ensuite avec l’UDF).
Son successeur, Claudine Decimo, est élu en 1983 sous l’étiquette du RPR, faisant temporairement basculer la municipalité à droite.
Cependant, dès 1988, le siège de la dixième circonscription du Val-de-Marne, à laquelle est nouvellement attaché le Kremlin-Bicêtre est remporté par le parti communiste qui le conserve jusqu’en 2012. Aux élections législatives de cette année, le maire du Kremlin-Bicêtre, Jean-Luc Laurent, est élu député de la circonscription.
En 1995, Jean-Luc Laurent (MRC) remporte la mairie et est réélu aux scrutins suivants.
Les élections régionales sont ensuite également systématiquement remportées dans la commune par les candidats de gauche. La candidate du PS arrive en tête aux premiers et deuxième tours de l'élection présidentielle de 2007.
Lors des élections municipales des 23 et 30 mars 2014, la liste d'union de la gauche, conduite par Jean-Luc Laurent remporte les élections avec 55,34 % des voix. Le 22 janvier 2024, à la suite du décès de Jean-Luc Laurent, Jean-François Delage est élu maire du Kremlin-Bicêtre.
Lors du second tour des élections municipales de 2020 dans le Val-de-Marne, la liste MRC-GRS-PS-GE-PP-RDG menée par Jean-Luc Laurent — qui avait bénéficié du ralliement de la liste PCF d'Ibrahima Traoré — remporte la majorité des suffrages exprimés, avec 1 819 voix (34,24 %, 24 conseillers municipaux élus dont 1 métropolitain), devançant légèrement les listes menées respectivement par : 

- le maire sortant Jean-Marc Nicolle — élu en 2016 à la suite de la démission de Jean-Luc Laurent — (DVG (ex-MRC)-MDC-PRG, 1 767 voix, 6 conseillers municipaux élus) ;

- Lionel Zinciroglu  (LREM-MoDem — soutenu par les listes SL-LR-MR d'Enguerrand Delannoy  et SE (ex-SOC)  de Jean-Pierre Ruggieri  — 1 725 voix, 5 conseillers municipaux élus) ;

lors d'un scrutin marqué par la pandémie de Covid-19 en France où 62,03 % des électeurs se sont abstenus,.
Ces résultats de l'élection municipale de 2020 ont été contestés par l'équipe du maire battu et par celle du candidat Lionel Zinciroglu. Le Tribunal administratif de Melun les a annulées le 12 février 2021 en raison de la diffusion tardive d'un tract anonyme, dans un contexte marqué par un très faible écart entre les trois listes en présence au second tour. Le Conseil d’État, saisi par  Jean-Marc Nicolle, a  toutefois annulé le 2 février 2022  le jugement du  tribunal administratif, jugeant que les irrégularités alléguées, et notamment la diffusion tardive d'un tract, n'avaient pas porté atteinte à la sincérité scrutin de 2020, qui sont donc définitivement validés,.

### Liste des maires
| Période         | Période                       | Identité             | Étiquette                         | Qualité |
| --------------- | ----------------------------- | -------------------- | --------------------------------- | --- |
| 12 février 1897 | 9 février 1919                | Eugène Thomas        | PSR                               | Ouvrier menuisier Conseiller général de Villejuif (1897 → 1908) Mort en fonction |
| 9 février 1919  | décembre 1919                 | Henri Rebersat       |                                   | Premier adjoint, assure l'intérim après le décès d'Eugène Thomas |
| décembre 1919   | août 1944                     | Georges Gérard       | SFIO puis SFIC puis USC puis SFIO | Ouvrier menuisier, abattu dans son bureau à la Libération de la France Conseiller d'arrondissement (1919 → 1929) Conseiller général de la 2e circonscription de Villejuif (1929 → 1935) Mort en fonction                                                               |
| août 1944       | mai 1945                      | Émile Dangeville     | SFIO                              | Mécanicien Président de la délégation spéciale issue du Comité de Libération Croix de guerre 1914-1918, Médaille de la Résistance |
| mai 1945        | octobre 1947                  | Gabriel Brion        | PCF                               | Tourneur puis professeur de l'enseignement technique, résistant |
| octobre 1947    | avril 1983                    | Antoine Lacroix      | SFIO puis PSD                     | Médecin Député de la Seine (52e circ.) (1958 → 1962) Conseiller général de la Seine (Sceaux-Ouest) (1945 → 1953) Conseiller général de la Seine (Secteur 2) (1953 → 1959) Croix de guerre, Médaille de la Résistance, Officier de la Légion d’honneur Mort en fonction |
| juin 1983       | juin 1995                     | Claudine Décimo      | RPR                               | Fonctionnaire (Intérieur), adjointe au maire du précédent |
| juin 1995       | janvier 2016,                 | Jean-Luc Laurent     | MRC                               | Député du Val-de-Marne (10e circ.) (2012 → 2017) Conseiller régional (2004 → 2012) Président de l'EPFIF (2007 → 2012) Démissionnaire |
| janvier 2016    | juillet 2020                  | Jean-Marc Nicolle    | ex-MRC                            | Conducteur de métro Conseiller régional (2010 → 2021) Président du Forum métropolitain du Grand Paris (2017 → 2018) |
| juillet 2020    | janvier 2024                  | Jean-Luc Laurent     | MRC-GRS                           | Président du MRC (2010 → 2024) Vice-président de l'EPT Grand-Orly Seine Bièvre Mort en fonction |
| janvier 2024    | En cours (au 22 janvier 2024) | Jean-François Delage | MRC PS (depuis novembre 2024)     | Cadre dans le domaine de l'édition Conseiller Territorial (EPT GOSB) |

### Jumelages
Le Kremlin-Bicêtre n’est jumelé avec aucune autre commune[Quand ?].

## Équipements et services publics

### Eau et déchets
Un ramassage sélectif des ordures ménagères est organisé par l'intercommunalité.

### Espaces publics
La commune dispose d’assez peu d’espaces verts au regard de sa population. Le seul parc d’une surface importante est le parc Pinel (12 000 m2).

### Enseignement

#### Enseignement primaire et secondaire en 2010
- Écoles primaires :
  - Benoit-Malon
  - Pierre-Brossolette
  - Charles-Péguy
  - Jeanne-d'Arc : établissement privé
- Collèges :
  - Albert-Cron : établissement public, 380 élèves[67]
  - Jean-Perrin : établissement public, 301 élèves[67]
  - Jeanne-d'Arc : établissement privé
- Lycées :
  - Darius-Milhaud : établissement public, 1 704 élèves[67]; section générale, technologique et professionnelle ; 7 bâtiments
  - Pierre-Brossolette, 506 élèves[67]

#### Enseignement supérieur en 2010
- Faculté de médecine de l'université Paris-Sud (devenue université Paris-Saclay en 2020), au CHU Bicêtre
- L'Institut de Formation en soins infirmiers, au CHU Bicêtre
- Une école d'ingénieurs : l'école pour l'informatique et les techniques avancées (EPITA)
- Une école d'expertise technologique : l'école pour l'informatique et les nouvelles technologies (EPITECH)
- La Coding Academy
- La Web@cademie

### Équipements culturels

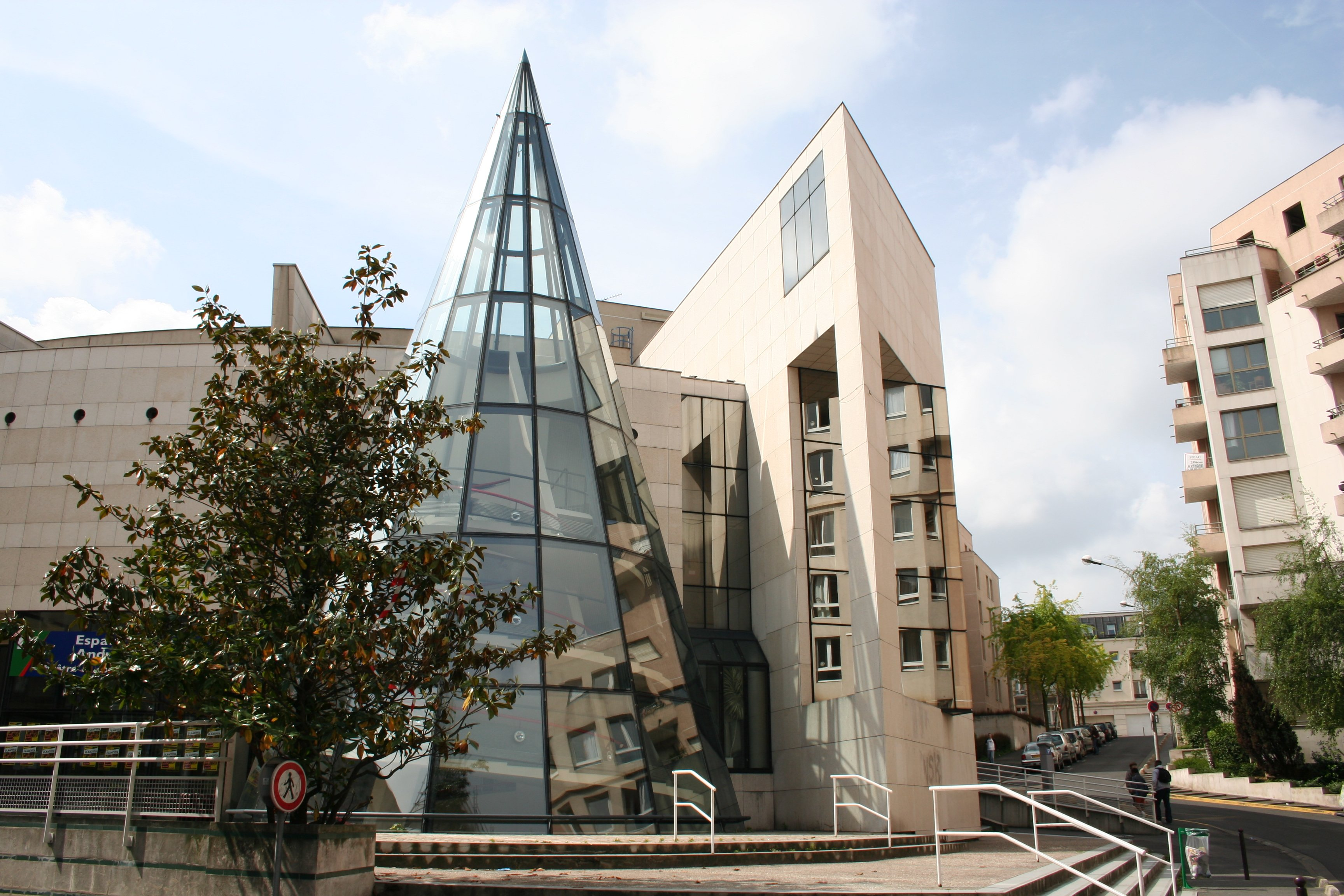
Espace culturel André-Malraux.

La commune dispose d'une salle de spectacle : l'ECAM (espace culturel André-Malraux) d'un conservatoire (danse, musique et théâtre) et d'une médiathèque, « l'Écho », ouverte en 2012.

### Santé
La ville abrite un important centre hospitalier : l'hôpital Bicêtre.

### Équipements sportifs
La commune dispose de nombreux équipements sportifs :
- un stade de football avec une piste d’athlétisme (stade des Esselières) ;
- une piscine intercommunale, gérée par l'EPT 12 Grand-Orly-Seine-Bièvre ;
- trois gymnases municipaux : le gymnase Jacques-Ducasse, la Halle des Sports et le CO.S.E.C. Elisabeth-et-Vincent-Purkart).

En outre, plusieurs associations opèrent au Kremlin-Bicêtre sur la pratique sportive :
- Le CSAKB (Club Sportif et Athlétique du Kremlin-Bicêtre), club omnisports de la ville, qui comprend 17 sections (notamment le football, le handball, la gymnastique, et l'escrime)[68] ;
- L’USKB (Union Sportive du Kremlin-Bicêtre), qui regroupe les pratiquants du tennis de table ;
- Le Kremlin-Bicêtre United (club de football en salle) ;
- Citoyenneté Active, association qui propose à présent des cours de zumba, gravity, mix-fitness, step, danse, self-défense, capoeira et pilates.

## Population et société
Les habitants de  la commune sont appelés les Kremlinois.

### Démographie

#### Évolution démographique
L'évolution du nombre d'habitants est connue à travers les recensements de la population effectués dans la commune depuis 1896. Pour les communes de plus de 10 000 habitants les recensements ont lieu chaque année à la suite d'une enquête par sondage auprès d'un échantillon d'adresses représentant 8 % de leurs logements, contrairement aux autres communes qui ont un recensement réel tous les cinq ans,.

En 2022, la commune comptait 23 678 habitants, en évolution de −6,38 % par rapport à 2016 (Val-de-Marne : +3 %, France hors Mayotte : +2,11 %).
| 1896   | 1901   | 1906   | 1911   | 1921   | 1926   | 1931   | 1936   | 1946   |
| ------ | ------ | ------ | ------ | ------ | ------ | ------ | ------ | ------ |
| 10 804 | 11 830 | 13 018 | 14 907 | 16 830 | 18 911 | 17 453 | 17 038 | 14 072 |

| 1954   | 1962   | 1968   | 1975   | 1982   | 1990   | 1999   | 2006   | 2011   |
| ------ | ------ | ------ | ------ | ------ | ------ | ------ | ------ | ------ |
| 15 618 | 18 834 | 20 798 | 20 061 | 17 543 | 19 348 | 23 724 | 25 567 | 26 131 |

| 2016   | 2021   | 2022   | - | - | - | - | - | - |
| ------ | ------ | ------ | - | - | - | - | - | - |
| 25 292 | 24 380 | 23 678 | - | - | - | - | - | - |

La population de la commune a connu une croissance continue de sa création jusqu'au début des années 1930. Une nette régression s'est alors manifestée, comme dans d'autres communes des environs de Paris, avec une décroissance jusqu'au milieu des années 1940, suivie d'une hausse continue jusqu'à la fin des années 1960, puis une nouvelle baisse dans les années 1970, due à la désindustrialisation. La croissance a ensuite repris de façon continue, à partir des années 1980.

#### Pyramide des âges
La population de la commune est relativement jeune. En 2018, le taux de personnes d'un âge inférieur à 30 ans s'élève à 41,4 %, soit au-dessus de la moyenne départementale (39,5 %). À l'inverse, le taux de personnes d'âge supérieur à 60 ans est de 18,0 % la même année, alors qu'il est de 19,9 % au niveau départemental.
En 2018, la commune comptait 12 040 hommes pour 12 810 femmes, soit un taux de 51,55 % de femmes, légèrement inférieur au taux départemental (51,91 %).
Les pyramides des âges de la commune et du département s'établissent comme suit.
| Hommes | Classe d’âge | Femmes |
| ------ | ------------ | ------ |
| 0,7    | 90 ou +      | 0,9    |
| 4,6    | 75-89 ans    | 6,8    |
| 10,7   | 60-74 ans    | 12,3   |
| 18,5   | 45-59 ans    | 18,7   |
| 23,0   | 30-44 ans    | 21,2   |
| 24,7   | 15-29 ans    | 22,6   |
| 17,8   | 0-14 ans     | 17,5   |

| Hommes | Classe d’âge | Femmes |
| ------ | ------------ | ------ |
| 0,5    | 90 ou +      | 1,4    |
| 5,1    | 75-89 ans    | 7,2    |
| 12,6   | 60-74 ans    | 13,6   |
| 19,4   | 45-59 ans    | 19     |
| 21,1   | 30-44 ans    | 21,1   |
| 20,9   | 15-29 ans    | 19,5   |
| 20,3   | 0-14 ans     | 18,2   |

#### Autres éléments
On notera que la densité de population de la commune est très élevée : près de 17 000 habitants par km2, en moyenne, alors même que l'emprise de l'hôpital et du fort sont importantes.
Par ailleurs, en 2006, 53 % de la population non scolarisée de 15 ans et plus a un diplôme au moins égal au baccalauréat.

### Manifestations culturelles et festivités
Le festival RussenKo, organisé par la ville du Kremlin-Bicêtre, est consacré aux arts et cultures russe et russophones. Il se déroule chaque dernier week-end de janvier depuis 2010.
Deux festivals sont organisés tous les ans au mois de mai par deux associations étudiante du campus de l'EPITA: Epitanime, convention sur l'animation et Prologin, la finale du concours national de programmation.
Par ailleurs, certaines représentations de festivals du Val-de-Marne se tiennent chaque année à l'ECAM (Espace culturel André-Malraux) : notamment le festival sons d'hiver et la biennale nationale de danse du Val-de-Marne.
En 2021, la Ville a initié un festival annuel d'art de rue, les Art'dentes, en partenariat avec l'ECAM.

### Médias
La ville publie un magazine mensuel, Le Mag' (anciennement Le Kremlinois, puis ADNKb), qui présente l'actualité de la ville.

### Cultes
La commune comprend deux églises celle de la Sainte-Famille et celle du Saint-Curé-d'Ars, un temple, une synagogue, une pagode bouddhiste, une salle du royaume des Témoins de Jéhovah et une mosquée. Le lieu de sépulture de la commune est le cimetière du Kremlin-Bicêtre.

## Économie

### Revenus de la population et fiscalité
En 2021, le revenu fiscal médian par ménage était de 23 910 € selon l'INSEE.

### Emploi
En 2006 les actifs représentaient 75,8 % de la population avec un taux de chômage de 8,4 % et la majeure partie de la population (plus de 80 %) travaillait en dehors de la commune.
Depuis la fermeture des dernières grandes entreprises industrielles de la ville (notamment l’usine de salaisons Géo en 1997), la très grande majorité des Kremlinois est employée dans le secteur tertiaire, à 94 %.
L'employeur le plus important de la commune est l'hôpital Bicêtre.
La ville accueille également la direction centrale interarmées des réseaux d'infrastructure des systèmes d'information de la Défense.

### Entreprises et commerces
La commune comprend, outre de nombreux petits commerces, quatre supermarchés et un centre commercial comprenant un hypermarché[réf. nécessaire].

## Culture locale et patrimoine

### Lieux et monuments
On peut signaler :
- L'hôpital Bicêtre : certains bâtiments sont du XVIIe siècle[79]
- L'hôtel de ville : construit en 1903 par Henri Rebersat (architecte) et Forest (sculpteur), construit pour affirmer l'identité de la nouvelle commune. Il a été versé en 1997 à l'inventaire général des Monuments historiques[80]. Cet établissement accueille un monument aux morts de la guerre de 1914-1918, construit dans l'escalier sous la forme d'une verrière commémorative, installée en 1920 par Charles Champigneulle, maître verrier.
- Le fort de Bicêtre : Il fait partie des seize forts détachés du dispositif de protection de Paris.

### Personnalités liées à la commune
- Eugène Clément (1824-1905), photographe et parolier, maire du Kremlin-Bicêtre en 1897.
- Raoul Petouille (1894-1978), coureur cycliste, y est mort.
- Kamelancien, rappeur français qui a débuté en 1993 dans le milieu du rap.
- Astro Vandalist, beatmaker français qui a débuté en 1995 dans le milieu du rap.
- Lazare Ponticelli (1897-2008), le dernier poilu français, dernier combattant français, survivant de la Première Guerre mondiale.
- Suzanne Flon est une comédienne française, née le 28 janvier 1918 au Kremlin-Bicêtre et morte le 15 juin 2005 à Paris.
- André Lamarre, Résistant pendant la Seconde Guerre mondiale, fusillé au Mont Valérien.
- John Christoforou (1921-2014), artiste peintre expressionniste appartenant au courant de la Nouvelle figuration, vécut au Kremlin-Bicêtre de 1957 à sa mort.
- Vincent Purkart, 7 fois champion de France de tennis de table (dont 2 fois en simples en 1964 et 1965). 11 fois champion de France par équipes avec l'US Kremlin Bicêtre. 111 sélections en équipe de France. Créateur du show Secrétin-Purkart, spectacle humoristique de tennis de table.
- Farid Dms Debah, (1976-), réalisateur et producteur de cinéma. Il a notamment tourné plusieurs séquences de son film Art’n Acte Production à la mairie et a obtenu la Médaille d'Honneur de la ville en 2005.
- Laurent Maistret, (1982 -), mannequin, et vainqueur des émissions Koh-Lanta : La nouvelle édition en 2014, et Danse avec les Stars en 2016. Il est animateur depuis mars 2015 de l'émission On n'est pas que des cobayes sur France 5.
- Jean-Luc Laurent, ancien député (2012-2017) et maire de la ville de 1995 à 2024, ancien président du MRC.

### Héraldique, logotype et devise

Logotype du Kremlin-Bicêtre jusqu'en 2022.

| Blason de Blason du Kremlin-Bicêtre | Blason  | De gueules au Kremlin terrassé d'argent, au chef cousu d'azur chargé d'une tour d'or ouverte et ajourée du champ, accostée de deux merlettes aussi d'or. |
| Blason de Blason du Kremlin-Bicêtre | Détails | Le statut officiel du blason reste à déterminer. |

## Pour approfondir